# Vörös Erőd (Agra)
A Vörös Erőd (hindiül: आगरा क़िला:ISO: Āgrā Kilā, urdu:آگرہ قلعہ, angol:Agra Fort) egy UNESCO-védelem alá tartozó világörökségi helyszín India Agra városában. Az erőd Lal Qila, Fort Rouge illetve Agra Vörös Erődje néven is ismert. Körülbelül 2,5 km-re északnyugatra fekszik India egyik legismertebb iszlám építészeti emlékétől, a Tádzs Mahaltól. Az erődöt leginkább egy fallal körülvett palotavárosként lehetne jellemezni.
Ez India legfontosabb erődje. A nagymogulok, Bábur, Humájun, Akbar, Dzsahángír, Sáh Dzsahán és Aurangzeb éltek itt, és az egész országot innen irányították. A legnagyobb állami vagyont tartották itt. Nagykövetek, utazók, és sok ország legmagasabb méltóságai látogattak el ide, akik részt vettek India történelmének alakításában.

## Története
Ez az eredetileg téglaépület először az indiai Rádzsput hercegek kezében volt. Első említése 1080-ből való, amikor a Gaznavidák elfoglalták. Szikandar Lodi (1487-1517) delhi szultán volt az első uralkodó, aki Agra városába helyezte hatalmának központját, és az erődítménybe költözött. Innen irányította az országot, így Agra a szultanátus második fővárosa lett. 1517-ben az erődben halt meg. Fia, Ibrahim Lodi egészen haláláig, 1526-ig megtartotta az erődöt. Ő számos palotát, kutat és egy mecsetet építtetett ebben az időszakban.
Az 1526-os pánipati csata után a mogulok elfoglalták az erődöt és megszerezték a hatalmas kincstárat, benne azt a gyémántot, amely később Koh-i-Noor néven lett ismert. A mogul uralkodó, Bábur az erődben maradt, az Ibrahim palotában lakott. Ő egy baolit, azaz egy lépcsős kutat építtetett ide. Bábur halála után itt koronázták meg fiát Humájunt 1530-ban. Humájunt Sér Sáh Szúri (1540–1545) az egyik utolsó delhi szultán kiűzte apja, Bábur által elfoglalt területeiről, majd öt évig birtokolta az erődöt. A mogulok a szafavidák segítségével 1556-ban végső győzelmet arattak az afgán Szuri-dinasztia felett Pánipatnál és india nagy részét újból uralmuk alá hajtották. Humájun halála után (leesett könyvtára lépcsőjéről) fia, Nagy Akbar (1556–1605) került hatalomra, aki megszilárdította a mogulok indiai hatalmát.
Amikor 1558-ban Akbar felismerte Agra központi fekvésének fontosságát, ezt a várost tette fővárossá, és maga is ide költözött. Történésze, Abdul Fazal feljegyezte, hogy itt egy 'Badalgarh' nevű téglaerődítmény állt. Romos állapotban volt, ezért Akbar újjáépíttette Kászim Kán tervei alapján. Az erőd belseje téglából, külső felületei pedig vörös homokkőből újultak meg. Mintegy 1 444 000 ember dolgozott az építkezéseken nyolc esztendeig, míg végül 1573-ban elkészült. Akbar Észak-India természetes fővárosát, Delhit nem kedvelte, talán mert apja ebben a városban halt meg, vagy a gyűlölt afgán Szuri-dinasztiára emlékeztette.Robinson, i. m. 68. o. Fia, Dzsahangír, székhelyét Lahorba tette, de unokája, Sáh Dzsahán már Agrában rendezte be fővárosát addig, amíg delhi székhelyét céljainak megfelelően kialakította.
Az épület Sáh Dzsahán (1627–1658) uralkodása alatt nyerte el mai formáját. Ebben az időszakban érte el a birodalom hatalmának csúcspontját is, a Vörös Erőd már nem védelmi célokat szolgált, hanem egyben elképesztő kényelemmel ellátott palotává alakult.
Sáh Dzsahán építtette a Tádzs Mahalt is felesége, Mumtáz Mahal tiszteletére. Nagyapjával ellentétben Sáh Dzsahán fehér márványból szeretett építtetni, amelyet gyakran arannyal, illetve féldrágakövekkel díszíttetett. Leromboltatott néhány régebbi épületet az erőd területén, hogy saját elképzelései szerintieket építtessen helyettük.
Élete végén Sáh Dzsahánt fia, Aurangzeb (1658–1707) bezáratta az erődbe. A monda szerint Sáh Dzsahán a Muszamman Burdzs toronyban halt meg, amelynek márványerkélyéről csodaszép kilátás nyílik a Tádzs Mahalra.
Ugyanitt zajlott az 1857-es szipojlázadás egyik csatája is, ami a Brit Kelet-indiai Társaság indiai uralmának végét jelentette, és egyben az angolok egy évszázadig tartó közvetlen indiai uralkodásának kezdetét.

## Felépítése

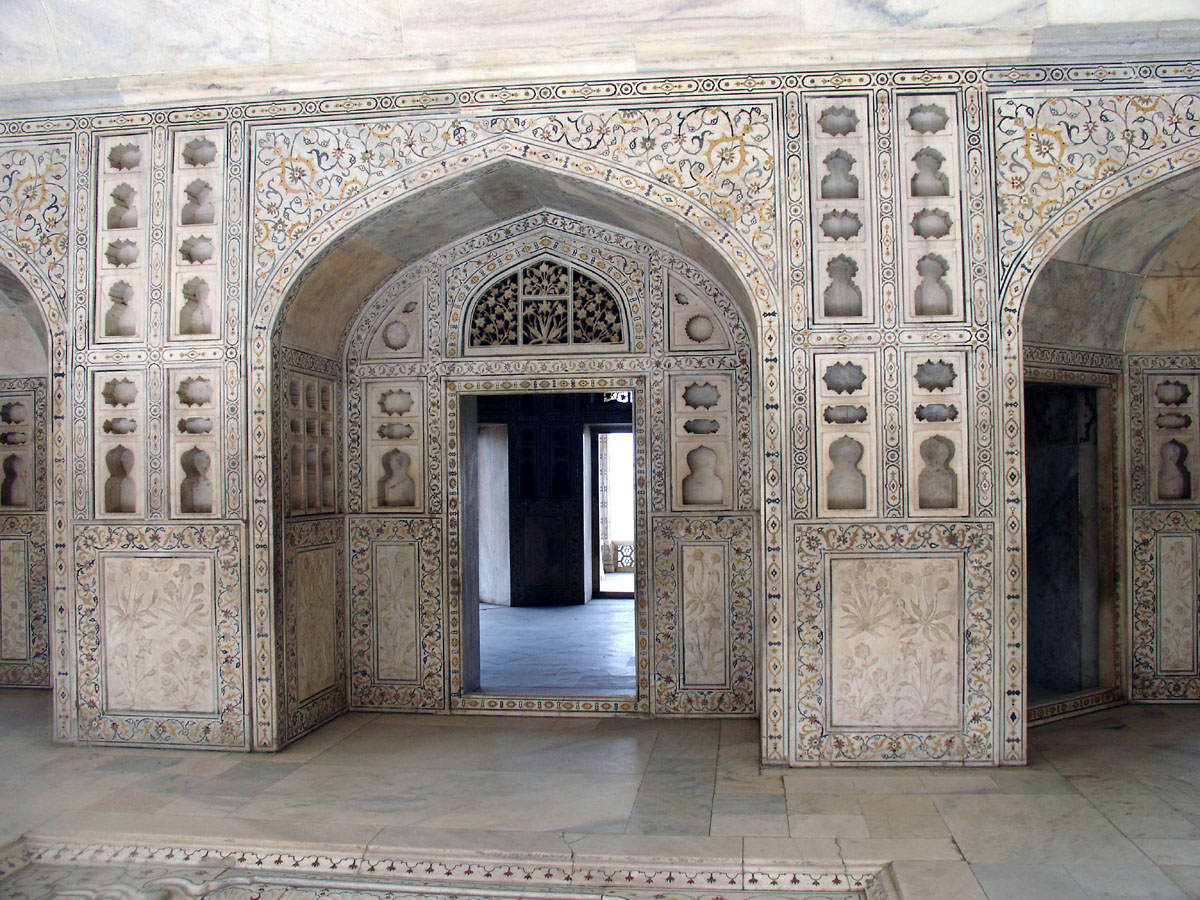
A Muszamman Burdzs belső díszítése

Az erőd alaprajza félkörívet zár be, amelynek egyenes szakasza a Jamuna folyóval párhuzamosan áll. Két és fél kilométer hosszú, és 21 méter magas fal veszi körül, ezt egy 12 méter széles vizesárok választja el a szintén 21 méter magas belső faltól. A dupla erődfalakat masszív kör alakú bástyák, lőrések, ablakmélyedések szakítják meg. Négy oldalán négy kapu nyílik, az egyik a Khizri nevű, a folyóra néz. Az erőd közvetlenül a folyó partjára épült, azonban az évszázadok folyamán a meder a falaktól messzire húzódott.
Két másik kapuja a Lahor kapu (ezt néha Amar Szingh kapunak is nevezik, és ma ez az erőd főbejárata) és a Delhi kapu.

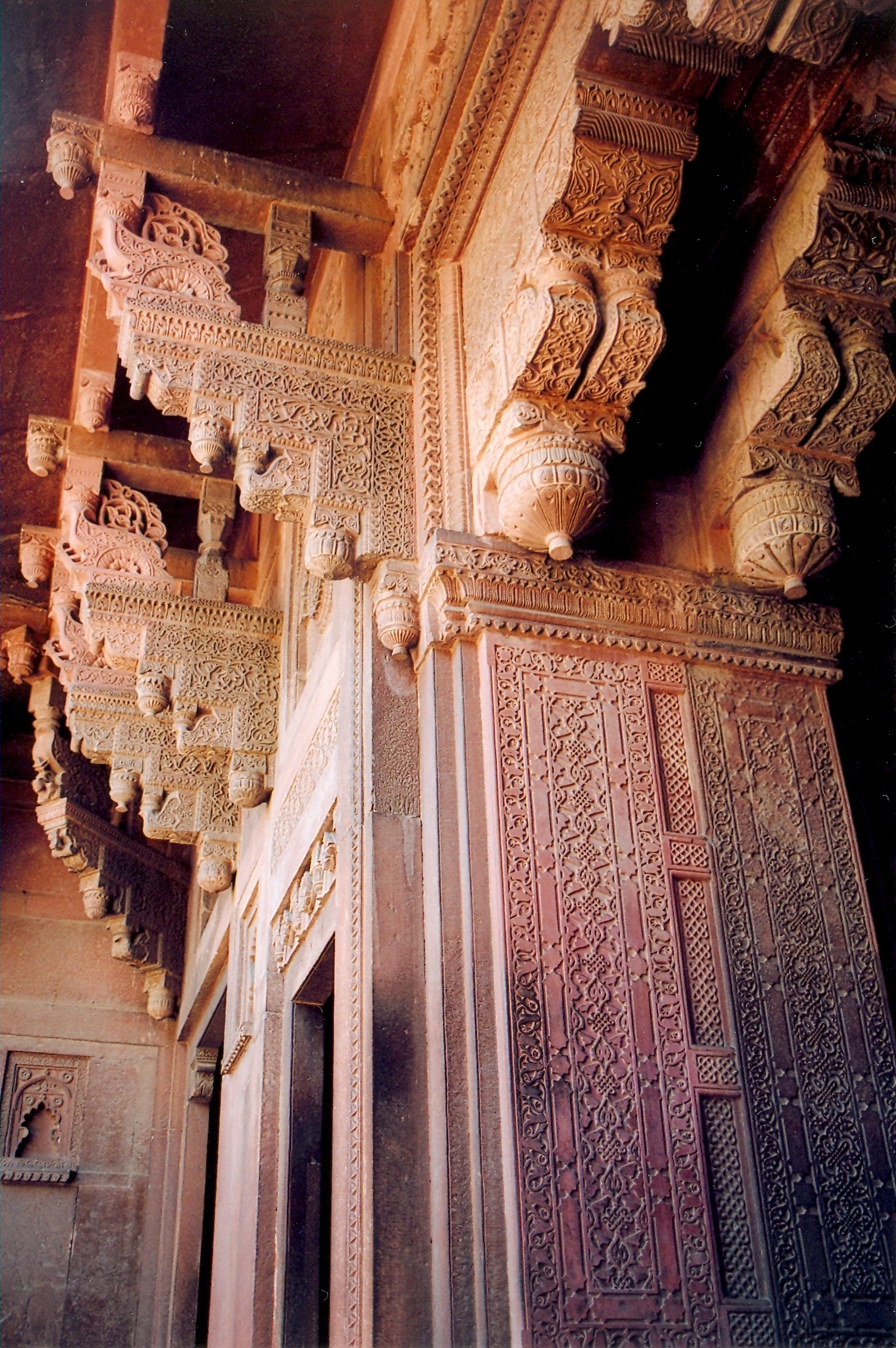
Díszes oszlopfő.

A városra néző Delhi kapu a legnagyobb mind a négy bejárat közül. Egy belső kapuhoz, a Háthi Pol-hoz, azaz Elefántos kapuhoz visz, ahol két életnagyságú elefánt szobra áll őrt, nyergükben egy-egy katonával. Egy felvonóhíd, egy enyhe emelkedő, és minden következő kapu előtti 90 fokos forduló teszik bevehetetlenné az erődöt. Ostrom idején a támadók elefántokkal romboltatták le a kapukat. Azonban az elefántok ereje sem bizonyult elégnek, mivel az erőd kialakítása miatt nem tudtak eléggé felgyorsulni, hogy megfelelő sebességgel egyenesen a kapuknak ronthassanak.
A monumentális Delhi kaput a király kapujának építették. Mivel az indiai hadsereg (elsősorban az ejtőernyős hadosztály) még most is használja az erődöt, a Delhi kapu a nagyközönség elől el van zárva. A turisták a Lahor kapun át mehetnek be, amely onnan kapta a nevét, hogy a mai Pakisztán területén fekvő Lahor városa felé néz. A bejáratnál életnagyságú kőelefántok állnak. Ezek régebbi hindu alkotások, amelyeket eredeti helyükről hoztak ide.
A helyszín különleges fontosságú építészettörténeti szempontból. Abúl-Fazl, korabeli történetíró feljegyzései szerint ötszáz gyönyörű bengáli és gudzsaráti stílusú épület emelkedett az erőd területén. Ezek közül néhányat leromboltak, hogy fehér márványpalotákat állítsanak a helyükre. Másokat közülük a britek romboltak le 1803 és 1862 között barakképítések céljából. Alig harminc mogul eredetű épület maradt fenn a délkeleti oldalon, a folyóval szemben. A Delhi kapu, az Akbar kapu és a Bengáli Mahal nevű épület jellegzetesen Akbar-kori építmények. A Bengáli Mahal szintén vörös homokkőből épült, és ma két részre oszlik: Akbari Mahal és Dzsahángíri Mahal. A paloták padozatában csatorna húzódik, amelyben egy emelőgépezet segítségével mesterséges patakot alakítottak ki.
Az Akbar kaput Dzsahángír nevezte át Amar Szingh kapunak. Felépítésében hasonlít a Delhi kapuhoz. Mindkettő vörös homokkőből épült.
Itt látható a hindu és az iszlám építészet legizgalmasabb elegye. Néhány iszlám díszítés harám, azaz élőlények tiltott ábráit mutatja; sárkányokat, elefántokat és madarakat látunk a szokásos iszlám díszítőmintázatok és kalligráfia helyett.

## Az erődön belüli helyszínek és építmények

### Moti Maszdzsid (Gyöngyházmecset)
Az Amar Szingh kapun áthaladva, ez az első nagyobb építmény amely szembe tűnik. Az Akbar által elkezdett épületet Dzsahangír fejezte be. Építményei stílusán a hindu formák jutnak túlsúlyra, rendkívüli formagazdagságot és pompát sugároznak. Nevét a márvány színéről kapta, amely gyöngyház fényben ragyog a vörös homokkő környezetben. Mennyezetét hét boltív támasztja alá, három kupola ékesíti. Architektúrájában a moszkvai Szent-Bazil Székesegyházhoz hasonlítják, ám indiai, hindu gyökerekből táplálkozó építészeti jellege vitathatatlan. A nyugati falba mélyített, csodálatosan díszített, faragott és berakott mihráb (imafülke) mellett a megszokott háromlépcsős szószék (minbár) helyett négylépcsőset találunk.

### Diván-i-Ám (A közmeghallgatás terme)

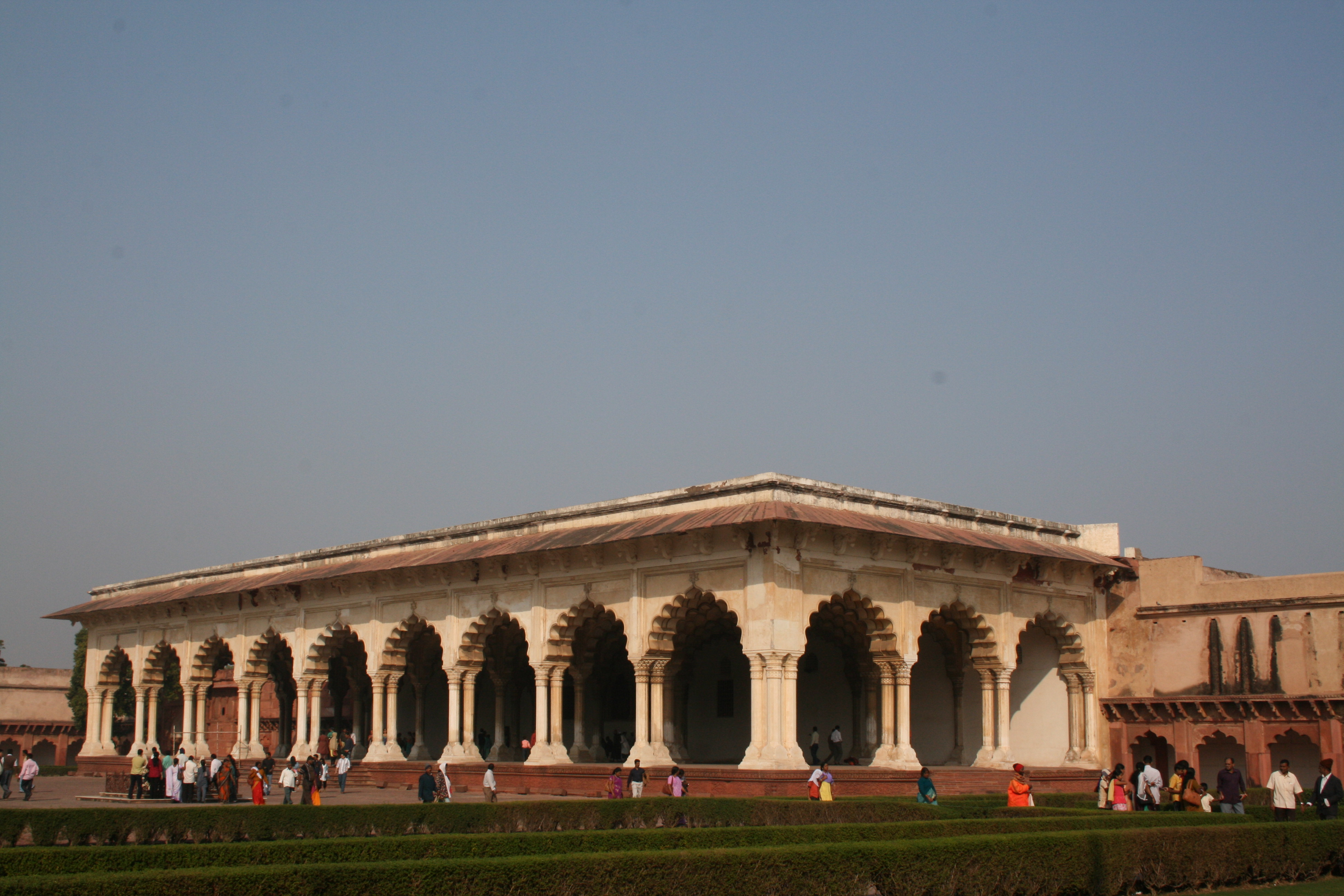
Diván-i-Ám, a közmeghallgatás terme

Az egyik leghangsúlyosabb épületegyüttes az erődben. Itt szóltak a néphez, és hallgatták meg a panasztevőket, az európai követeket. A nagy alapterületű, de viszonylag alacsony építmény egy emelvényen áll, csúcsos mogul íveket finoman faragott oszlopok tartják. Az együttes építtetője vitatott kérdés, azonban a trónterem mozaikdíszítésében Sáh Dzsahán hatását vélik felfedezni. Az új főváros megépítéséig (Sáhdzsanánábád, Ó-Delhi) itt állt az indiai uralkodók szimbóluma, a Páva-trón, amelyet 1739-ben az iráni Nádir sah Delhi elfoglalása és a Mogul Birodalom felett aratott győzelme után Iránba vitt, ahol már a perzsa sahok jelképévé vált. A trón mellett ezüstkorláttal övezett alacsonyabb emelvényen a nagyvezír foglalt helyet.

### Zenána Mina Bazár (Női bazár, vagy Mennyei Hárem Bazár)
A bazár a Diván-i-Ám közelében helyezkedik el, ahol kizárólag kereskedőnők kínálhatták portékájukat, hiszen az udvarhölgyek vásárlásaikat itt intézhették.

### Diván-i-Khász (A magánkihallgatás terme)

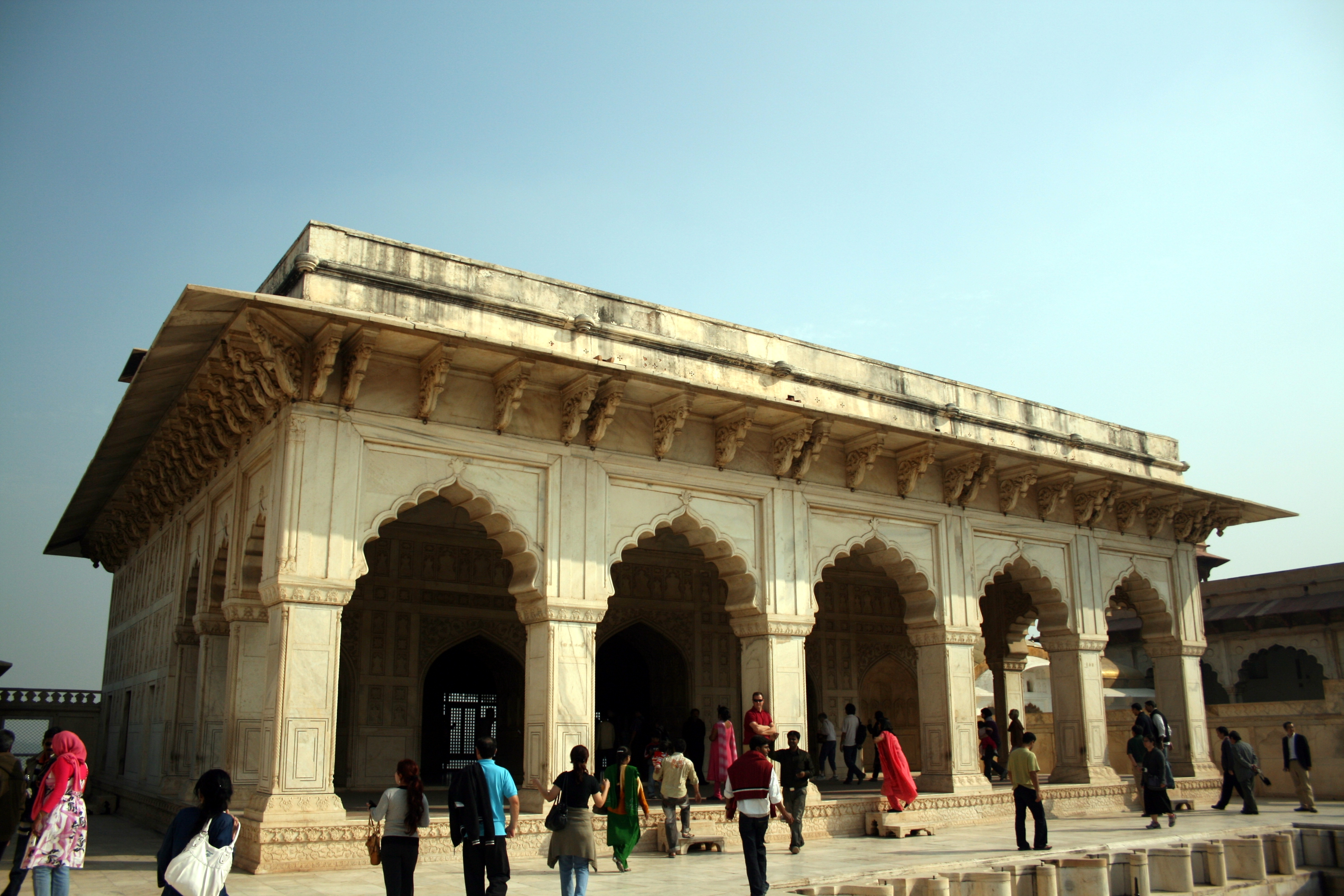
Diván-i-Khász, a magánkihallgatás terme

Itt fogadták a királyokat és főméltóságokat. Sáh Dzsahán kedvenc tartózkodási helye volt, 1636-ban építtette. Két nagyobb csarnokból áll, amelyeket három ív köt össze. A boltíveket gazdagon díszített oszlopok tartják. Itt áll fehér márvány emelvényen Dzsahángír hatalmas fekete kőtömbből faragott trónja, amelyről a Jamuna-folyóra látni. Mellette fehér márványtömbökből Sáh Dzsahán trónját készítették el, ahonnan az uralkodó az udvari játékokat szemlélte.

### Arany pavilonok
A pavilonok teteje a bengáli kunyhók tetejét mintázza

### Dzsahángíri Mahal

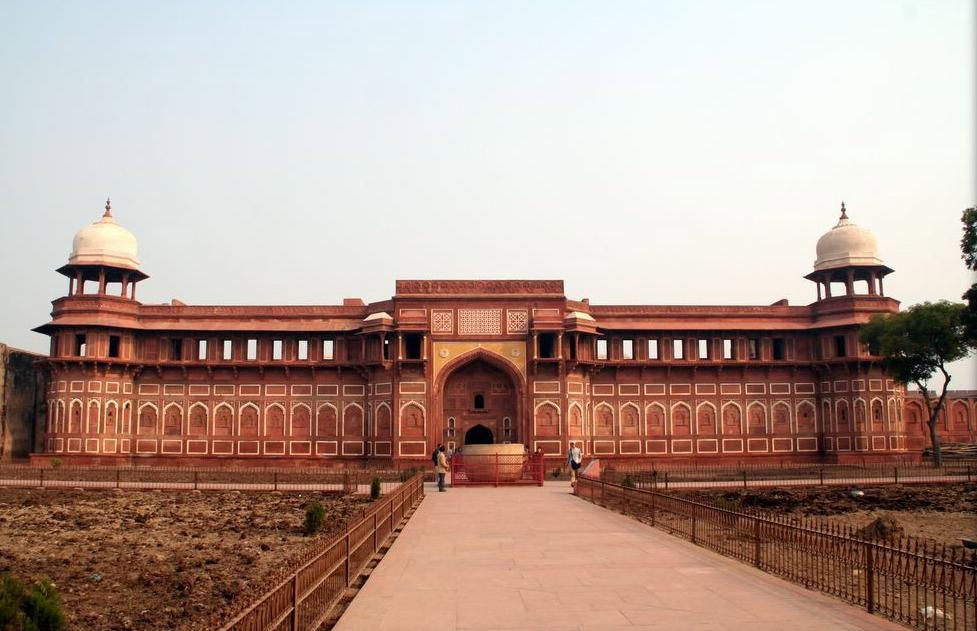
Dzsahángíri Mahal

Akbar építtette fiának, Dzsahángírnak. 75 x 90 méteres alapterületével az erőd legnagyobb magánlakosztálya volt. A hindu építészet, és a közép-ázsiai hagyományok különleges ötvözeteként tartják számon. A központi udvart aranyozott díszítésű, kétemeletes épületek veszik körül. Az udvarról nyíló egyik csarnokot Dzsahángír édesanyjának, Dzsodh Báínak az öltözőszobájaként említik. Mennyezetét kőből faragott kígyók tartják. Ez az épületegyüttes a királyi udvartartás hölgyeinek lakosztálya is volt, Dzsahángír anyján kívül felesége, Núr Dzsahán („A Világ Fénye”) is ebben a palotában lakott, és művészeteket, bort kedvelő férje helyett gyakran bíráskodott, és intézte a birodalom ügyeit.

### Khász Mahal

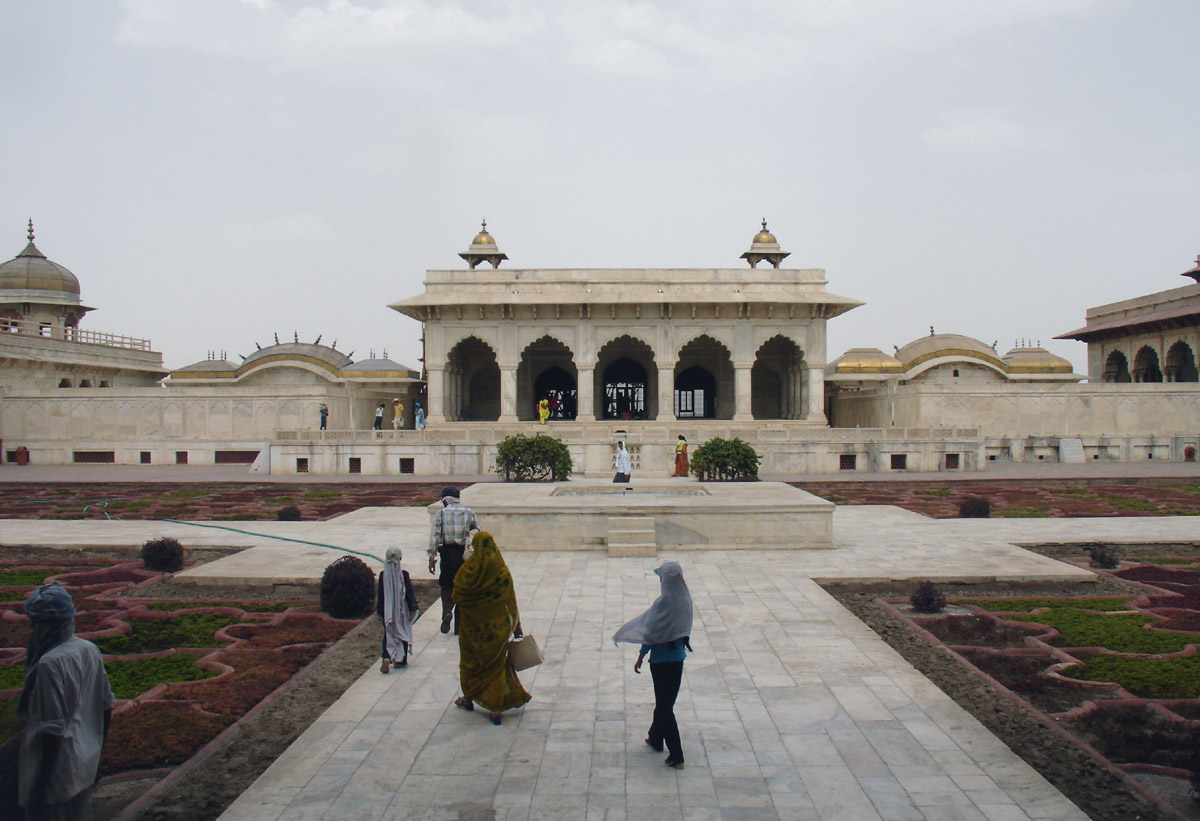
A Khász Mahal

Az 1637-ben épült palota Sáh Dzsahán fehér márványból készült magánlakosztálya volt. Három, a folyóra néző pavilonja volt, a középsővel szemben szökőkút állt. Ezt a fehér márvány épületet drágakövekből kirakott virágok díszítették, amelyeket a 18. században rablók elpusztítottak. A másik két pavilon egyike szintén fehér márvány, és a szájhagyomány szerint aranyfóliával borították, a másik vörös homokkő. Itt láthatók a márványintarziák (pietra dura) legszebb példái.

### Sís Mahal (Tükörpalota)
A Khász Mahal udvarának északkeleti felében található ez épület, amelyet szintén 1637-ben építettek, és a magánlakosztály fürdője, és háremhölgyek öltözőszobája volt. Falain apró, tükörszerű üvegmozaikok találhatók. A vizet a helyiségbe márványcsatornák szállították.

### Angúri Bágh
A Khász Mahal előtti tér, az elnevezés „Szőlőskertet” jelent. 85 négyszögletes, geometrikusan elrendezett, szökőkutakkal tarkított virágágyás, amelyek egy része márvánnyal díszített emelvényeken fekszik. A kert három oldalán lakószobák vannak, amelyekben valószínűleg a háremhölgyek laktak.

### Maccsi Bhavan (A halas terem)
Ez egy hatalmas elkerített helyiség a hárem részére, egykor medencék és szökőkutak álltak itt, amelyekben tarka halak úszkáltak. Az építmény valószínűleg az udvar nemeseinek szórakozását szolgálta.

### Mina Maszdzsid (Mennyei mecset)
Egy apró mecset, a közönség elől el van zárva

### Muszamman Burdzs

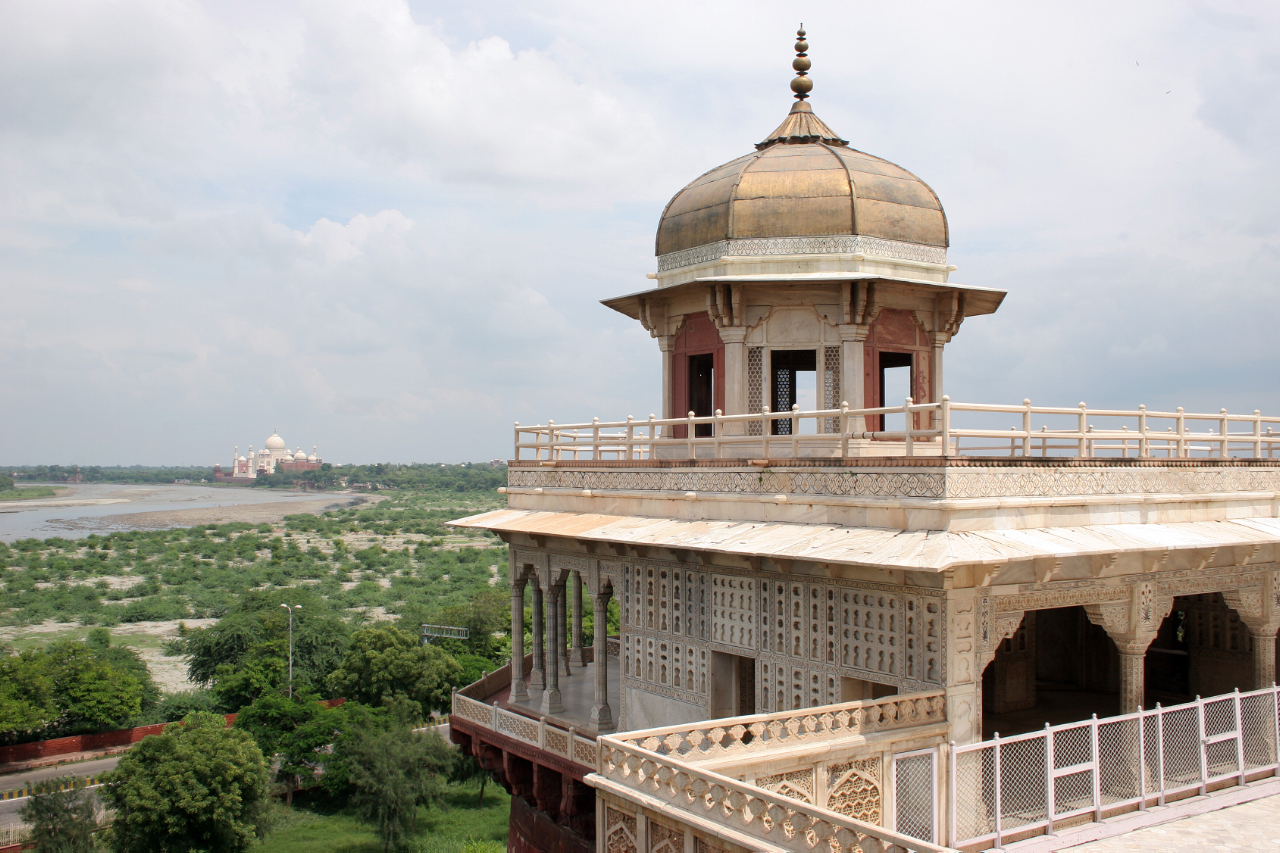
A Muszamman Burdzs tornya, háttérben, a Jamuna-folyó másik partján a Tádzs Mahal. A monda szerint Sáh Dzsahán, fia fogságában, itt töltötte utolsó napjait, felesége síremlékét nézve

Ennek a palotaegyüttesnek az építése 1637-ben fejeződött be. Sáh Dzsahán építtette felesége, Mumtáz Mahal számára. Maga itt raboskodott haláláig saját fia, Aurangzeb fogságában. A monda szerint ennek erkélyéről nézte felesége síremlékét a szintén Jamuna-folyó mentén fekvő Tádzs Mahalt. A nyolcszögletű torony tornácait finoman csipkézett márványrácsok szegélyezik, A Tádzs Mahalhoz hasonló faragott díszítések ornamentikáját drágakövekkel emelték ki. Sajnos ezeket 1761-ben fosztogatók eltávolították az épületből.

### Nagina Maszdzsid (Drágakő mecset)

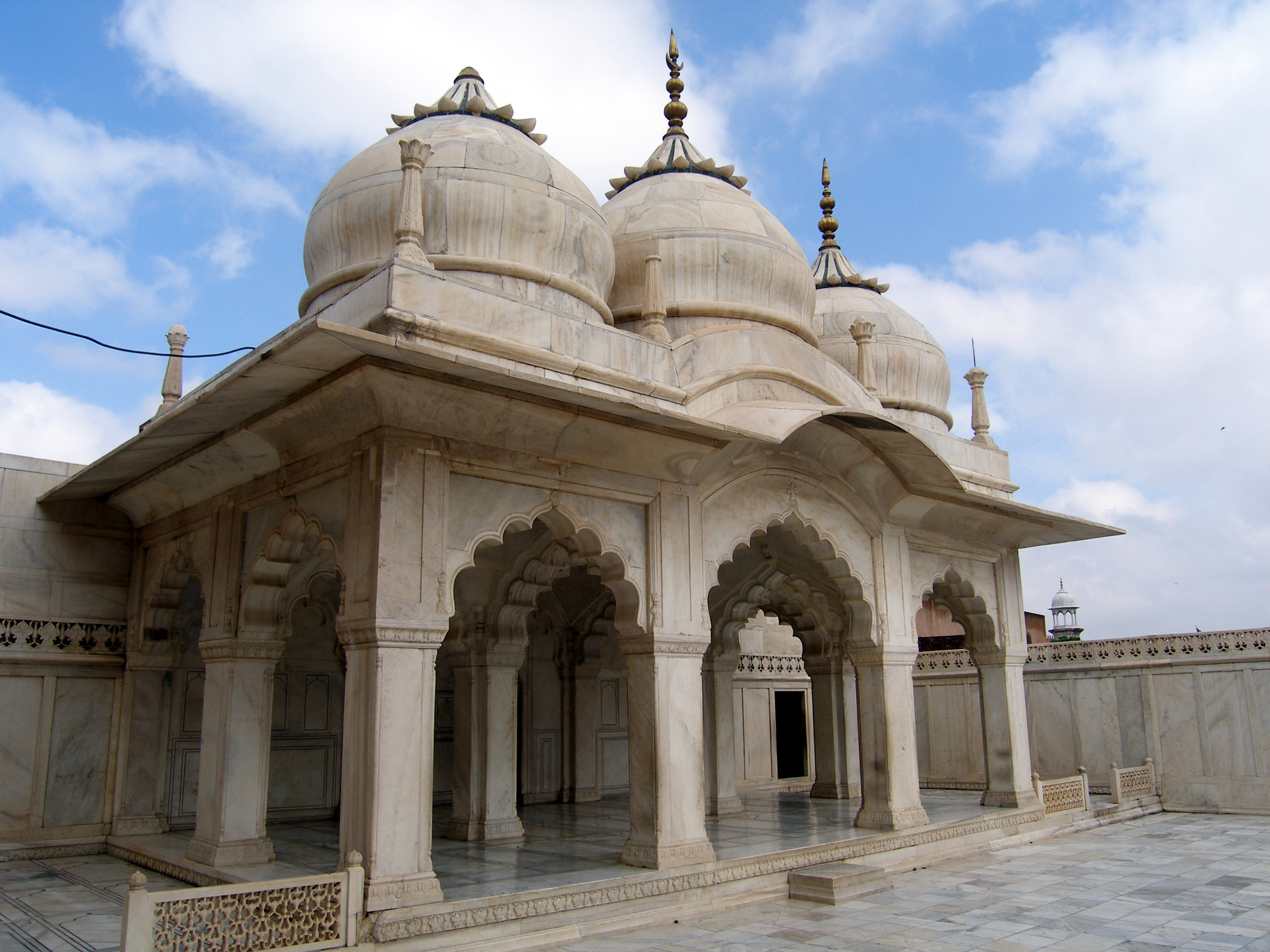
Nagina Maszdzsid (Drágakő mecset)

Az udvarban élő hölgyek számára épített mecset, amelyet Sáh Dzsahán építtetett. Három oldalról falak övezik a fehér márványudvart, három kecses kupola ékesíti.

### Naubat Khána (A dob háza)
Itt játszottak a királyi zenészek

### Rang Mahal (Színes Palota)
A király feleségeinek és ágyasainak lakosztálya.

### Sáhi Burdzs
Sáh Dzsahán saját dolgozószobája

### Sáh Dzsaháni Mahal
Az épület volt Sáh Dzsahán első kísérlete a vörös homokkő épületegyüttes átalakítására. Három szobából, és egy folyosóból áll, egyediségét egy hegyes csúcsban végződő torony, és egy kisebb pavilon emeli ki, amelyből az uralkodó az udvari elefántviadalokat figyelte. A monda úgy tartja, hogy Sáh Dzsahán a toronyban tanulmányozta a hinduizmust egy aszkétától, akit naponta felvittek hozzá.

## Érdekes tények
Az Agrai Erőd nem keverendő a sokkal kisebb delhi Vörös Erőddel. A mogulok sosem nevezték erődnek a Vörös Erődöt, inkább a 'Lál Háveli', azaz Piros Bungaló elnevezést használták. India miniszterelnöke a Delhiben álló Vörös Erődből szokott beszédet intézni népéhez minden évben augusztus 15-én, az Indiai Függetlenség napján.
Sir Arthur Conan Doyle-nak köszönhetően az Agrai Erőd kulcsszerepet kapott az egyik Sherlock Holmes-történetben.
Az Agrai Erődben forgatták az egyiptomi popsztár, Hisham Abbas egyik videóklipjét a Habibi Da című számához.
1666-ban Sivádzsi Agrába jött, hogy a Diván-i-Khász-ban találkozzon Mirza Radzse Dzsaiszinghel a "Purandar Egyezmény" aláírása miatt. Szándékosan alacsonyabb rangú emberek közé ültették, ami miatt felháborodva hagyta el az üléstermet. Viselkedéséért börtönbe zárták. Mivel félt a tömlöctől és a kivégzéstől, a legenda szerint néhány hónap múlva megszökött. Ennek emlékére egy hősi lovasszobrot emeltek a tiszteletére az erőd falain kívül.
Az erőd a mogul építészet jellegzetes példája. Látható, mennyire különbözik az észak-indiai erődépítészet stílusa a dél-indiaitól. Délen a szép erődök többsége tengerpartra épült, mint a Keralában látható Bekal.
Az "Age of Empires 3" című játékhoz kiadott második kiadásban, az "Ázsiai dinasztiák"ban, a Vörös Erőd az indiai civilizáció öt csodájaként szerepel, amely továbbvisz a következő korba. A "Rise of Nations" játékban pedig a játékosok megépíthetnek egy vörös erődöt.

## Fordítás
- Ez a szócikk részben vagy egészben  az   Agra Fort című angol Wikipédia-szócikk ezen változatának fordításán alapul.  Az eredeti cikk szerkesztőit annak laptörténete sorolja fel. Ez a jelzés csupán a megfogalmazás eredetét és a szerzői jogokat jelzi, nem szolgál a cikkben szereplő információk forrásmegjelöléseként.